# Lukasklause

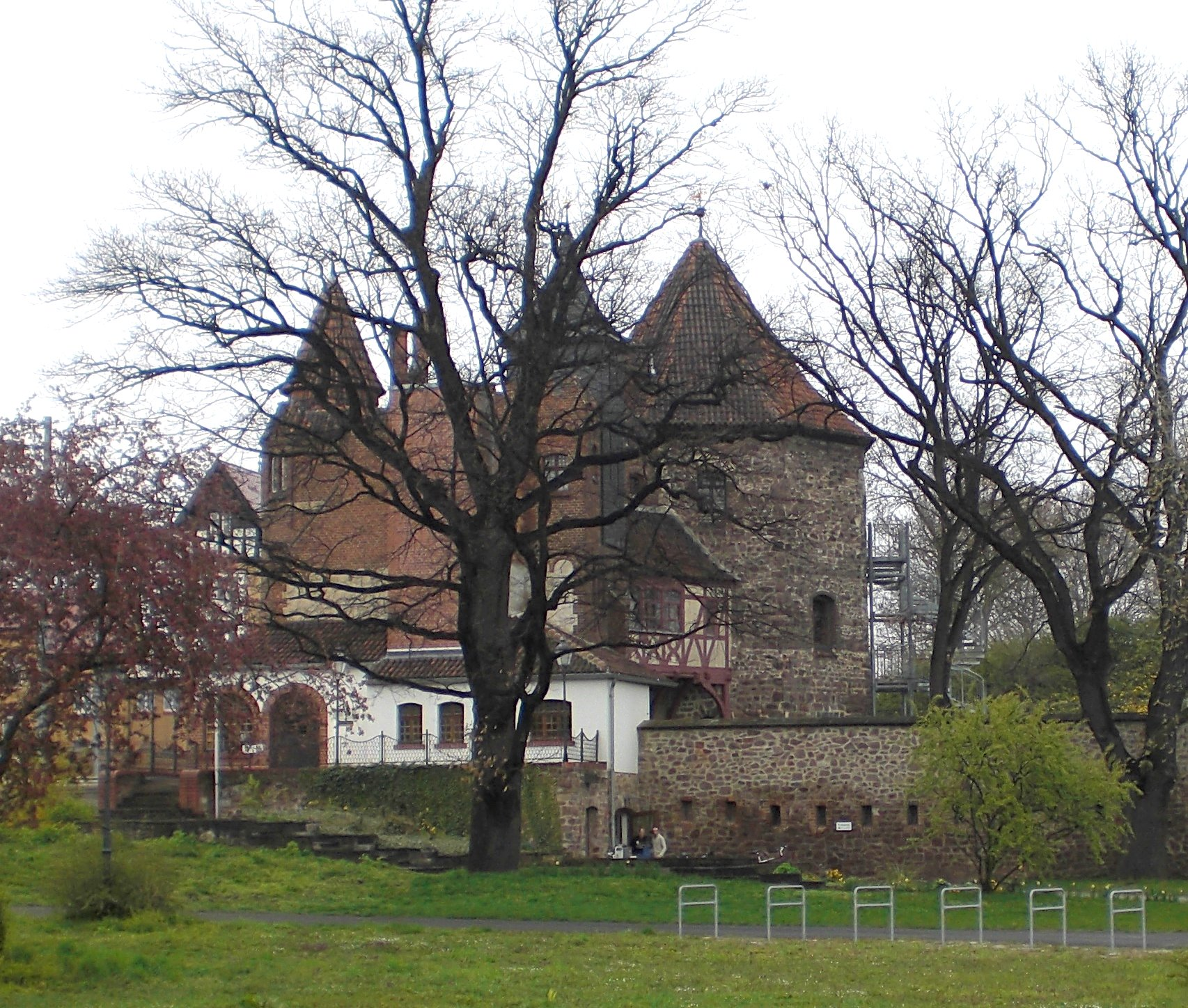
Lukasklause, Südansicht

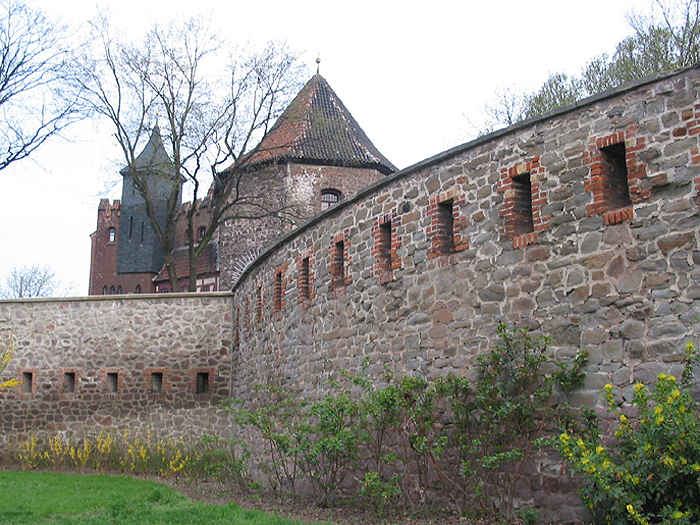
Blick von Osten

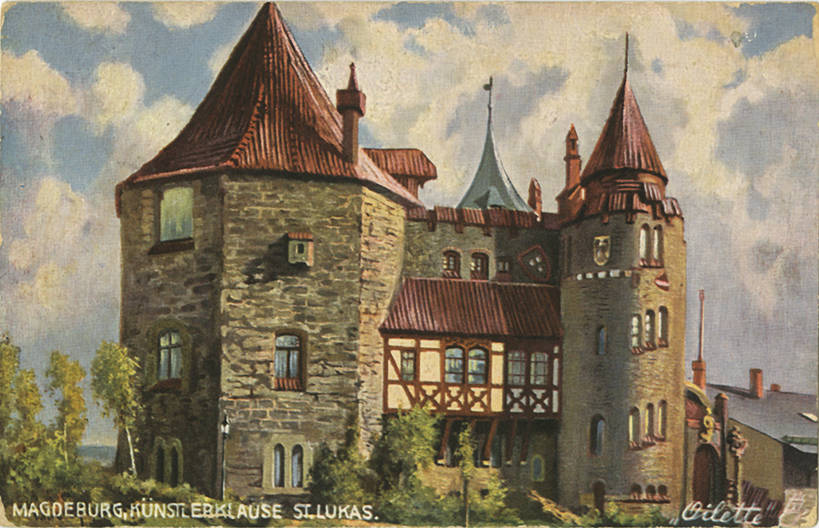
1907

Die Lukasklause ist ein in Teilen aus dem Mittelalter stammender spätgotischer ehemaliger Wehrturm in Magdeburg. Heute wird das Bauwerk als Museum genutzt.

## Lage
Die Lukasklause befindet sich auf einer leichten Erhebung westlich der Elbe im Nordosten der Altstadt Magdeburgs. Unmittelbar westlich des Gebäudes verläuft die vierspurige Straße Schleinufer.

## Architektur
Der eigentliche Turm ist achteckig und weist eine Höhe von 21,70 m auf. Ursprünglich hatte der Turm eine größere Höhe. Dabei verfügt der Turm über drei nutzbare Stockwerke und einen Keller. Der Durchmesser beträgt 11,42 m, die Mauerstärke im Erdgeschoss 1,42 m.
Südlich des alten Turms befindet sich ein historisierender, malerisch gestalteter Anbau aus den Jahren 1902/03. Dieser ebenfalls dreistöckige, zum Teil mit gotischen Stilelementen versehene Gebäudeteil verfügt über einen runden aus Ziegeln gebauten Treppenturm und aus Fachwerk errichtete Galerien. Am Treppenturm befinden sich kleine Jugendstilfratzen.
In der Umgebung des Turms befinden sich noch alte Mauern ehemaliger Teile der Magdeburger Stadtbefestigung. So sind nördlich und östlich des Turms Reste des sogenannten Neuen Werks in Form eines Rondells erhalten. Bemerkenswert sind auch Reste eines Festungseisenbahntores aus dem Jahr 1851.

## Geschichte

### Bau und erste Erwähnung
Im Jahr 1236 schenkte Erzbischof Wilbrand von Käfernburg der Stadt Magdeburg zwei Morgen Land, damit die Stadtmauer im Nordosten der Stadt vollendet werden konnte. Hierbei könnte es sich um das Gelände der heutigen Lukasklause zumindest jedoch um Gebiete in der Nähe gehandelt haben. Möglicherweise bereits im Zuge der Stadterweiterung unter Erzbischof Albrecht I. von Käfernburg (1205 bis 1232), zumindest jedoch in der nachfolgenden Zeit muss dann der Wehrturm entstanden sein, der die nordöstliche Ecke der Stadtmauer sicherte.
Eine erste urkundliche Erwähnung des Turms als Welscher Turm stammt nach Angaben in der stadtgeschichtlichen Literatur aus dem Jahr 1279. Andere Angaben beziehen diese Erwähnung auf einen anderen Turm und sehen als erste Erwähnung erst das Jahr 1440. In der Schöppenchronik von Heinrich von Lammesspringe wird der Bau einer Schiffsmühle beim Welschen Turm erwähnt. Die Bedeutung der Bezeichnung Welsch ist unklar. Denkbar erscheint, dass das Gebäude durch einen lombardischen oder italienischen Baumeister gebaut wurde. Da im Jahr 1312 die Bezeichnung Walsgetüm auftaucht, leitete sich die Bezeichnung jedoch möglicherweise vom Mittelniederdeutschen Wal ab, was Kampf bedeutet und auf einen Zusammenhang des Baus mit Kämpfen hindeuten könnte. Denkbar erscheint auch die Herkunft von vals mit der Bedeutung von Fälscher, Betrüger. Es würde sich somit ein vager Hinweis auf die Nutzung als Schuldturm ergeben.

### Militärische Nutzung
Der Turm war ein wichtiger Bestandteil der Stadtbefestigung und wurde häufig modernisiert. Für das Jahr 1450 werden Schießscharten an der zur Elbe zeigenden Ostseite und an der Südseite des Turms erwähnt. 1536 wurde die Befestigung im Bereich des Turms deutlich ausgebaut. Es erfolgte die Anlage einer Schanze Neues Werk in die der Turm integriert wurde. Während der Belagerung der Stadt Magdeburg in den Jahren 1550/51 durch Moritz von Sachsen musste sich die Anlage in einer längeren bewaffneten Auseinandersetzung bewähren. Magdeburg konnte dieser Belagerung standhalten.
Obwohl das Neue Werk 1625 weiter ausgebaut wurde, drangen am 20. Mai 1631 bei der Erstürmung und Zerstörung Magdeburgs in diesem Bereich die Truppen Pappenheims in die Stadt ein. Das Neue Werk erwies sich als militärisch veraltet. Der Turm wurde teilweise zerstört.
Bereits 1633, Magdeburg war inzwischen schwedisch besetzt, erfolgte ein notdürftiger Wiederaufbau des Turms. 1680 wurde das Neue Werk zur Bastion Preußen umgebaut. Der Turm wurde nun als Turm Preußen bezeichnet, wurde in die Ostseite der Bastion integriert und war Bestandteil der Festung Magdeburg. 1717 wurde in der Nähe des Turms ein großes Provianthaus errichtet. In den Jahren 1724/25 entstand zur Elbe hin eine noch heute erhaltene Mauer, in die 1855 Schießscharten eingearbeitet wurden. Im Jahr 1851 wurde in der Bastion für die neu entstehende Bahnstrecke Magdeburg–Wittenberge das Wittenberger Tor mit Klappbrücke zum Passieren der Festungsanlagen geschaffen. Teile des inneren Eisenbahntores sind erhalten geblieben. Gleiches gilt für eine in diesem Zusammenhang parallel zur Elbe aus Bruchstein errichteten krenelierten Mauer.

### Zivile Nutzung ab 1900
Ende des 19. Jahrhunderts endete die militärische Nutzung der Festungsanlagen. Im Jahr 1900 wurde der Turm Preußen an den 1892 gegründeten Künstlerverein St. Lukas e.V. verkauft. In den Jahren 1902/03 erfolgten umfangreiche Umbauten. Unter der Leitung des Professors und Malers Adolf Rettelbusch wurde in historisierendem Stil an der Südseite ein rechteckiger Anbau errichtet. Der Entwurf für den Umbau stammte von Albert Schütze. Rettelbusch entwarf die Innenausstattung. Der Anbau erhielt einen runden Treppenturm aus Backstein. Eine in Fachwerk ausgeführte Galerie kam gleichfalls am Neubau hinzu. Das Dach wurde erneuert. Ursprüngliche Maueröffnungen wurden zu Fenstern oder Türen erweitert oder aber verschlossen. Die Baugenehmigung war am 14. Mai 1902 erfolgt. Die Freigabe durch die Baupolizei fand am 27. Februar 1903 statt.
Mit der Fertigstellung wurde das Gebäude dem Heiligen Lukas als Schutzpatron der Maler geweiht. Seitdem trägt der Turm die Bezeichnung Lukasturm oder gebräuchlicher Lukasklause. Ab dem Jahr 1904 nutzte der Verein das gesamte Objekt. Es befanden sich hier Ausstellungs- und Atelierräume. Ein Teil diente Wohnzwecken. Das Kulturhistorische Museum Magdeburgs veranstaltete Vorträge. Um den Turm wurde eine Parkanlage gestaltet. Es entstand neue Wege und ein Teich mit Brücken. Bäume wurden neu angepflanzt.
1939 wurde der Verein mit Beginn des Zweiten Weltkriegs verboten. Die Lukasklause wurde bis in das Jahr 1945 von einer Geschäftsstelle der NSDAP genutzt. Während die Parkanlage im Krieg zerstört wurde, überstand die Lukasklause die Kriegsereignisse fast unbeeinträchtigt.

### Nutzung in der DDR
Nach dem Krieg wurden im Turm ein Kindergarten und eine Station Junge Techniker eingerichtet. Diese Nutzung blieb bis zum Ende der 70er Jahre bestehen. 1974 wurde die Elbuferpromenade neu gestaltet, wobei der Turm mit einbezogen wurde. In den Jahren 1981 bis 1983 fand eine Sanierung des Gebäudes durch den VEB Denkmalpflege Magdeburg statt. Die Lukasklause wurde nun als Museum in Trägerschaft des Kulturhistorischen Museums Magdeburg genutzt, in welchem unterschiedliche Ausstellungen gezeigt wurden. Darüber hinaus bestand im Gebäude nun auch in der mittleren Etage eine Gaststätte. Der Maler Rudolf Pötsch hatte zwölf Magdeburger Sagen sowie die großen Zerstörungen der Stadt in den Jahren 1631 und 1945 bildlich dargestellt. Die Eröffnung der so umgebauten Lukasklause fand am 1. Mai 1983 statt.

### Entstehung des Otto-von-Guericke-Museums
Zum 300. Todestag des bekannten Wissenschaftlers und Magdeburger Bürgermeisters Otto von Guericke wurde 1986 im Gebäude die Ausstellung Otto von Guericke – In seiner Zeit für unsere Zeit gezeigt. Die vom Freundeskreis Otto von Guericke beim Kulturbund der DDR organisierte Ausstellung erfreute sich großen Besucherinteresses. Auf zwei Etagen wurden die Lebensabschnitte Guerickes und Nachbauten seiner wissenschaftlichen Gerätschaften gezeigt. Aufgrund des Erfolgs wurde ab 1987 eine Dauerausstellung im Kulturhistorischen Museum gezeigt.
1992 wurde die Gaststätte wieder geschlossen. An deren Stelle entstand ein Tagungsraum. Die Lukasklause wurde erneut instand gesetzt und am 29. Juni 1995 als Otto-von-Guericke-Museum eröffnet. Die Leitung des Museums obliegt seitdem der 1991 gegründeten Otto-von-Guericke-Gesellschaft e.V. Die Lukasklause selbst steht im Eigentum der Stadt Magdeburg.

## Das Otto-von-Guericke-Museum

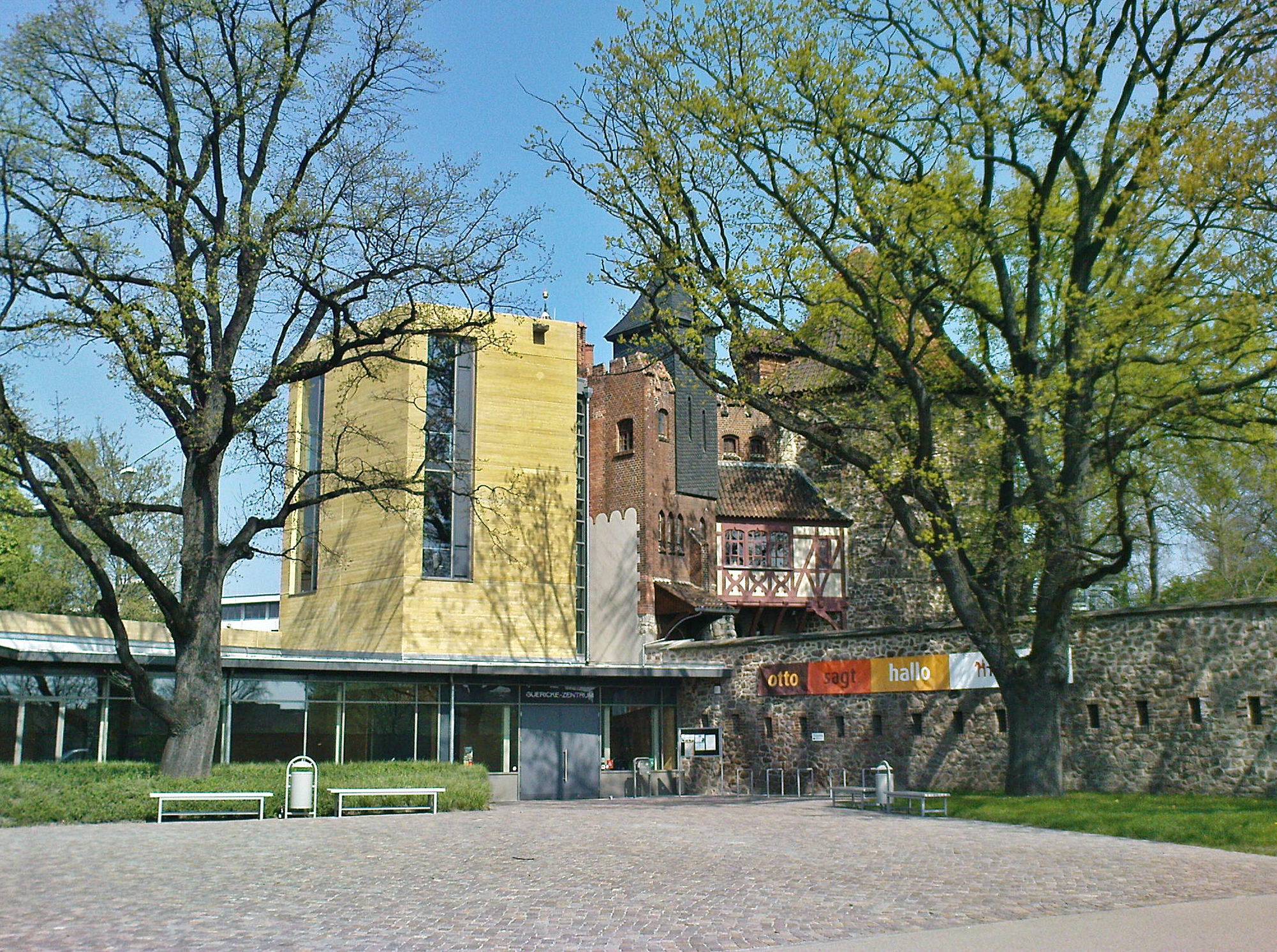
Lukasklause, Ostansicht, Eingang zum Otto-von-Guericke-Museum

Das Museum zeigt die ständige Ausstellung Leben und Werk Otto von Guerickes. Über zwei Etagen wird das Leben Otto von Guerickes und seine wissenschaftliche Tätigkeit dargestellt. Neben funktionstüchtigen Nachbauten seiner damaligen Gerätschaften und Experimente sind auch moderne Experimentieranordnungen vorhanden. Es werden auch Vorführungen von Experimenten und Führungen durch die ständige Ausstellung und kleinerer Sonderausstellungen angeboten.
Die Lukasklause steht auch für kulturelle Veranstaltungen zum Thema Guericke und Regionalgeschichte des 17. Jahrhunderts zur Verfügung.

## Anbauten
Im Zuge der Internationalen Bauausstellung wurden ab 2008 umfangreiche moderne Anbauten vorgenommen. Der Siegerentwurf eines Ende 2007 gestarteten Wettbewerbs sah südlich an die bisherige Lukasklause anschließend, sich in Richtung Elbe hin öffnende Anbauten in moderner Architektur vor. Auch wurde die Errichtung eines weiteren Turms geplant. Die Kosten für das Projekt sollten etwas mehr als eine Million Euro betragen und wurden im Wesentlichen durch öffentliche Mittel erbracht. Das Vorhaben stieß öffentlich auch auf Kritik, da der Bedarf für die neuen Ausstellungsflächen bezweifelt wird und der moderne Gebäudeteil den Charakter des historischen Turms stark beeinträchtige. Nach weitgehender Fertigstellung des Rohbaus im September 2009 gab es in der Öffentlichkeit scharfe Kritik an der Gestaltung des Anbaus und seiner optischen Wirkung auf den Altbau.